# 마우레타니아
마우레타니아(Mauretania 또는 Mauritania)는 고대 북아프리카의 역사적 지역으로, 현재의 모로코 북부와 알제리 중서부에 해당한다. 서아프리카의 모리타니의 국명은 이 이름에서 유래한다.

## 같이 보기
- 마우레타니아 팅기타나